# Hakob Tonoyani anvan Sowpergavat' 2021
La Hakob Tonoyan Super Cup 2021 è stata la 24ª edizione della supercoppa armena di calcio.
L'incontro, che si è disputato il 24 settembre 2021, ha visto affrontarsi l'Alaškert, campione d'Armenia, e l'Ararat, vincitore della Coppa d'Armenia 2020-2021.
L'Alaškert ha vinto il trofeo per la terza volta nella sua storia battendo l'Ararat per 1-0.

## Tabellino
| Arbitro: | Ghaltakchyan (Ijevan) |

|            |           |  |
| Embaló 55’ | Marcatori |  |